# 15 de novembro
15 de novembro é o 319.º dia do ano no calendário gregoriano (320.º em anos bissextos). Faltam 46 dias para acabar o ano.

## Eventos históricos

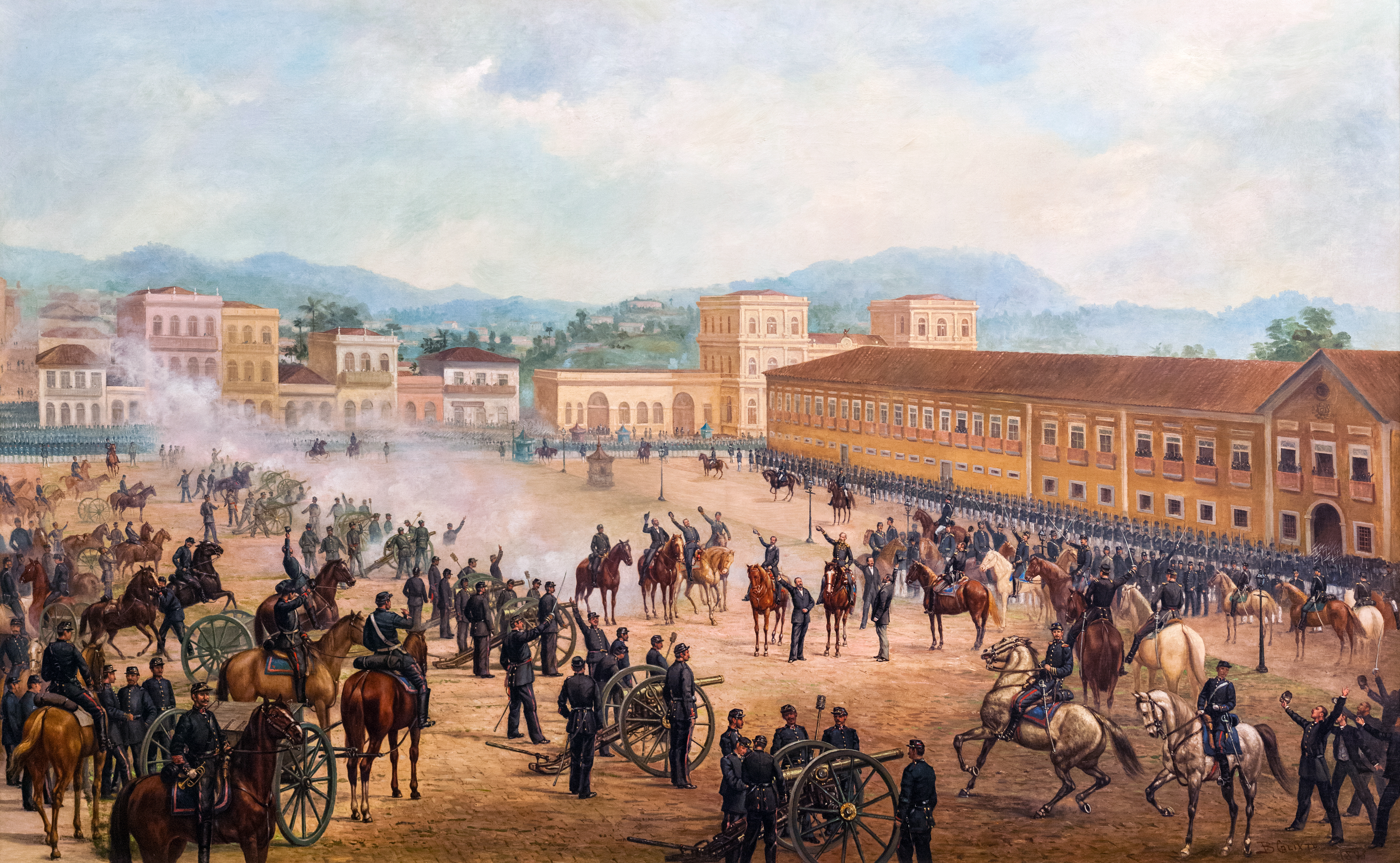
1889: Proclamação da República do Brasil

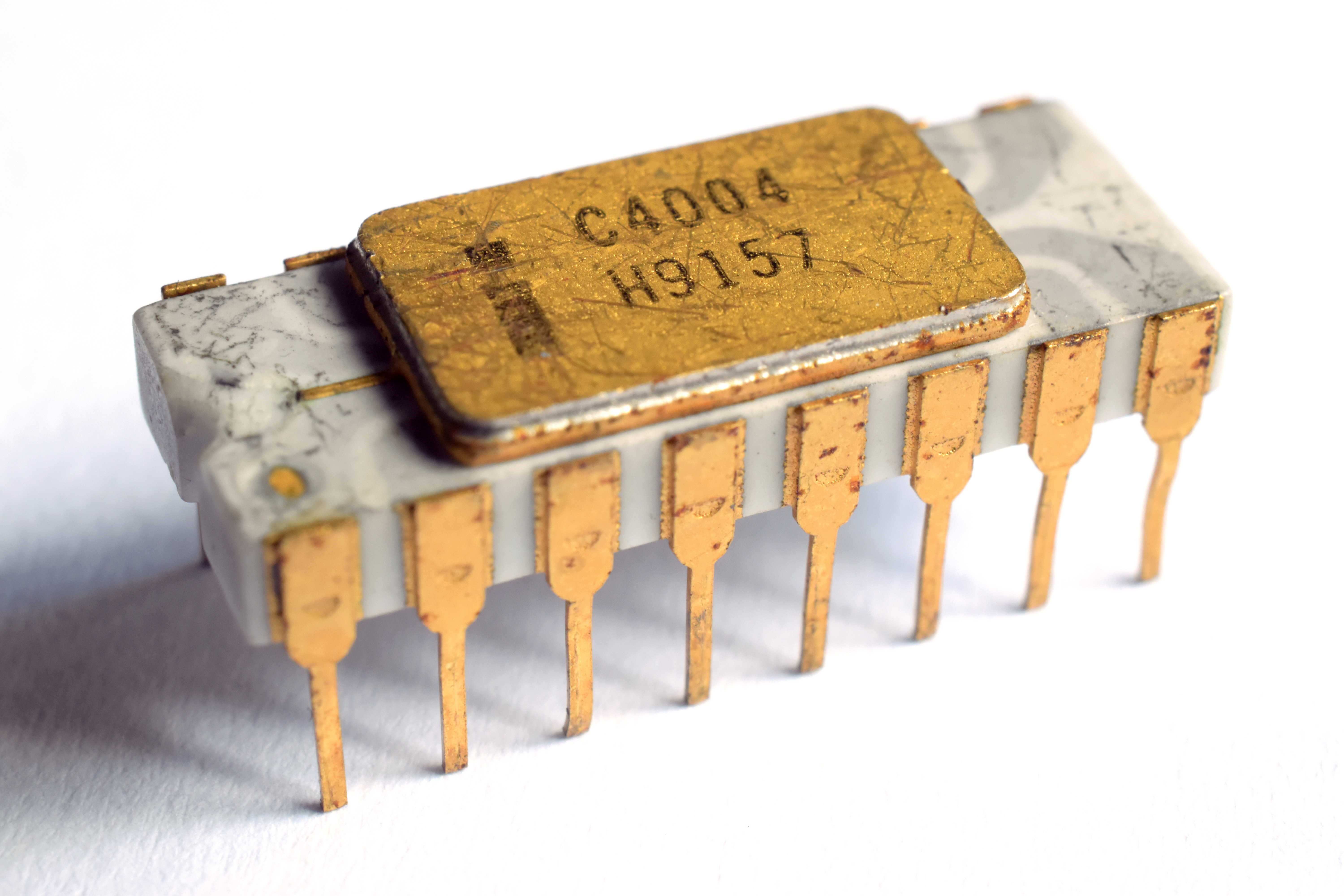
1971: Lançamento do microprocessador Intel 4004

- 0565 — Justino II sucede seu tio, Justiniano, como imperador do Império Bizantino.
- 1315 — Expansão da Antiga Confederação Suíça: Na Batalha de Morgarten os confederados suíços emboscam o exército do Duque da Áustria, Leopoldo I.
- 1532 — Comandados por Francisco Pizarro, os conquistadores espanhóis encontram o líder do Império Inca Atahualpa pela primeira vez fora de Cajamarca e organizam uma reunião na praça da cidade no dia seguinte.
- 1533 — Francisco Pizarro chega a Cuzco, capital do Império Inca.
- 1705 — Guerra da Independência de Rákóczi: o Império Habsburgo e a Dinamarca obtêm uma vitória militar sobre os curucos da Hungria na Batalha de Zsibó.
- 1777 — Guerra de Independência dos Estados Unidos: após 16 meses de debate, o Congresso Continental aprova os Artigos da Confederação.
- 1806 — Expedição Pike: o tenente Zebulon Pike vê um pico distante de montanha, perto do sopé das montanhas Rochosas dos Estados Unidos. (Mais tarde, é chamado de Pico Pikes).
- 1839 — A retomada de Laguna pelas forças imperiais brasileiras extingue a República Juliana.
- 1849 — Caldeiras do barco a vapor Louisiana explodem quando ela se afasta do cais em Nova Orleans, matando mais de 150 pessoas.
- 1864 — Guerra Civil Americana: o general da União William Tecumseh Sherman inicia a Marcha ao Mar.
- 1884 — Início da Conferência de Berlim: a repartição das colônias europeias na África.
- 1890 — O Congresso Nacional Constituinte da nova República Brasileira é instalada.
- 1889 — O Império do Brasil é declarado uma república, na época chamada Estados Unidos do Brasil, pelo marechal Deodoro da Fonseca.[1] O imperador Dom Pedro II e sua sucessora a Princesa Isabel são depostos em um golpe militar.
- 1894 — Toma posse no Brasil o presidente Prudente de Morais.
- 1898 — Toma posse no Brasil o presidente Campos Sales.
- 1902 — Toma posse no Brasil o presidente Rodrigues Alves.
- 1904 — Voto obrigatório é estabelecido no Brasil através de uma reforma eleitoral.[2]
- 1906 — Toma posse no Brasil o presidente Afonso Pena.
- 1910 — Toma posse no Brasil o presidente Hermes da Fonseca.
- 1914 — Toma posse no Brasil o presidente Venceslau Brás.
- 1917 — Parlamento da Finlândia declara-se o poder supremo do estado na Finlândia, levando a sua declaração de independência e secessão da Rússia.
- 1918 — Toma posse no Brasil o presidente Delfim Moreira
- 1920 — A primeira assembleia da Liga das Nações é realizada em Genebra, na Suíça.
- 1922 — Pelo menos 300 pessoas são massacrados durante uma greve geral em Guayaquil, Equador.[3]
- 1923 — É nomeado em Portugal o 38.º governo republicano, chefiado pelo presidente do Ministério António Ginestal Machado.
- 1922 — Toma posse no Brasil o presidente Artur Bernardes.
- 1926 — Toma posse no Brasil o presidente Washington Luís.
- 1942 — Segunda Guerra Mundial: fim da Batalha de Guadalcanal.
- 1938 — A Alemanha nazista proíbe crianças judias de frequentar escolas públicas após a Noite dos Cristais.[4]
- 1945 — Os Estados Unidos da Venezuela (atual República Bolivariana da Venezuela) é admitida como Estado-Membro da ONU.
- 1955 — A primeira parte do metrô de São Petersburgo é inaugurada.
- 1949 — Nathuram Godse e Narayan Apte são executados pelo assassinato de Mahatma Gandhi.
- 1966 — Projeto Gemini: a Gemini XII completa a missão final do programa, quando mergulha em segurança no Oceano Atlântico.7
- 1967 — A única fatalidade do programa norte-americano X-15 ocorre durante o 191º voo, quando o piloto de testes da Força Aérea Michael J. Adams perde o controle de sua aeronave, que é destruída no ar sobre o deserto de Mojave.
- 1969
  - Guerra Fria: O submarino soviético K-19 colide com o submarino americano USS Gato (SSN-615) no Mar de Barents.
  - Guerra do Vietnã: Em Washington, D.C., 250 000-500 000 manifestantes realizaram uma manifestação pacífica contra a guerra.[5]
- 1971 — A Intel lança o primeiro microprocessador comercial de chip único do mundo, o 4004.
- 1976 — René Lévesque e o Parti Québécois tomam o poder para se tornar o primeiro governo de Quebec do século XX claramente a favor da independência.
- 1978 — Um Douglas DC-8 fretado cai perto de Colombo, Sri Lanka, matando 183 pessoas.[6]
- 1982 — São realizadas as primeiras eleições diretas no Brasil desde o golpe de 1964 (exceto para presidente).
- 1983 — A República Turca de Chipre do Norte declara sua independência, que é reconhecida apenas pela Turquia.
- 1987
  - Em Brașov, Romênia, os trabalhadores se rebelam contra o regime comunista de Nicolae Ceaușescu.
  - O voo 1713 da Continental Airlines cai durante a decolagem do Aeroporto Internacional de Stapleton, em Denver, Colorado, matando 25 pessoas.[7]
- 1988
  - Conflito israelo-palestino: um Estado da Palestina independente é proclamado pelo Conselho Nacional Palestino.
  - Na União Soviética, o ônibus espacial não tripulado, Buran, realiza seu único voo espacial.
  - A primeira marca Fairtrade ("Comercio Justo"), Max Havelaar, é lançada na Holanda.
- 1990
  - Programa ônibus espacial: o ônibus espacial Atlantis é lançado com a missão STS-38.
  - A comunista República Popular da Bulgária é extinta e um novo governo republicano é instituído.
- 1994 — Um terremoto de magnitude 7,1 atinge a ilha central filipina de Mindoro, matando 78 pessoas, ferindo 430 e provocando um tsunami de até 8,5 m de altura.[8]
- 2000 — Um Antonov An-24 fretado cai após a decolagem de Luanda, Angola, matando mais de 40 pessoas.
- 2001 — Microsoft lança o console de jogos eletrônicos Xbox.[9]
- 2002 — Hu Jintao torna-se secretário-geral do Partido Comunista Chinês e um novo Comitê Permanente do Politburo de nove membros é inaugurado.
- 2003 — O primeiro dia dos atentados de Istambul em 2003, em que dois carros-bomba, visando duas sinagogas, explodem, matam 25 pessoas e ferem outras 300.
- 2007 — O ciclone Sidr atinge Bangladesh, matando cerca de 5 000 pessoas e destruindo partes da maior floresta de mangue do mundo, os Sundarbans.
- 2012 — Xi Jinping torna-se secretário-geral do Partido Comunista Chinês e um novo Comitê Permanente do Politburo de sete membros é inaugurado.
- 2013 — Sony lança na América do Norte o console de jogos eletrônicos PlayStation 4 (PS4).
- 2020
  - Países da Ásia-Pacífico assinam a Parceria Regional Econômica Abrangente, o maior tratado de livre-comércio do mundo.[10][11][12]
  - No Peru, após impeachment e destituição de Martín Vizcarra, presidente Manuel Merino renúncia cinco dias após tomar posse, em meio a protestos nacionais.[13][14]
  - Lewis Hamilton vence o Grande Prêmio da Turquia e garante seu sétimo título mundial, igualando o recorde de todos os tempos de Michael Schumacher.[15]
- 2021 — Rússia destrói o satélite Kosmos 1408 durante o teste de uma arma antissatélite, cujos detritos espaciais levam à tripulação da Expedição 66 a abrigar-se nos módulos de retorno à Terra.[16]
- 2022 — As Nações Unidas (ONU) afirmam que a população mundial atingiu oito bilhões de pessoas, designando como o Dia dos Oito Bilhões.

## Nascimentos

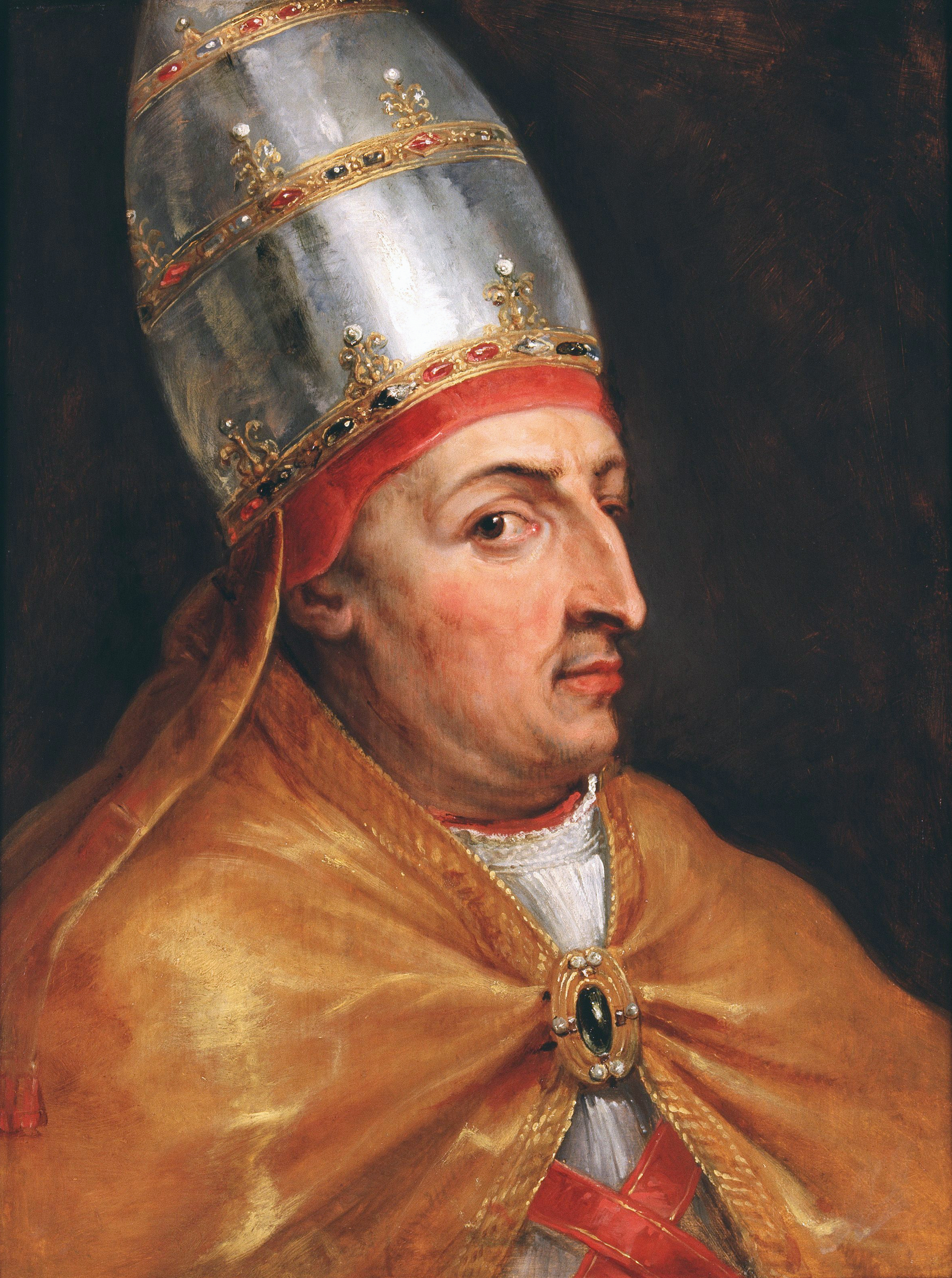
Papa Nicolau V

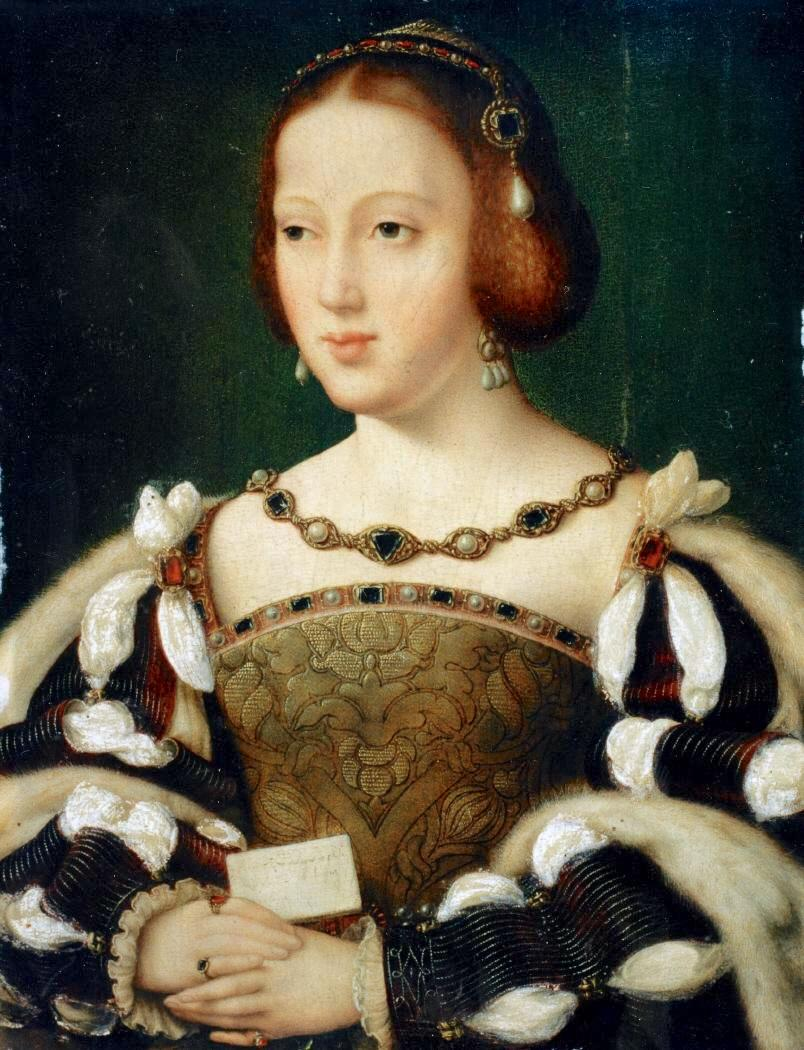
Leonor da Áustria, Rainha de Portugal e de França

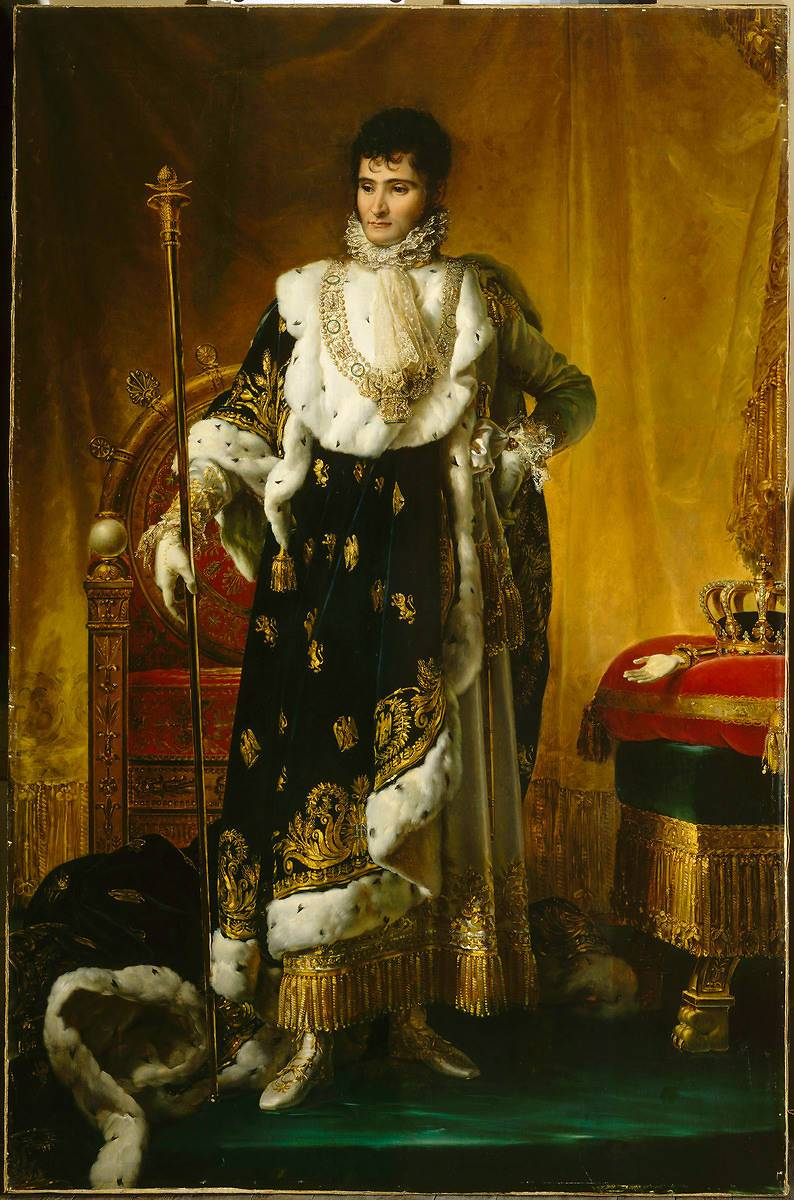
Jerónimo Bonaparte

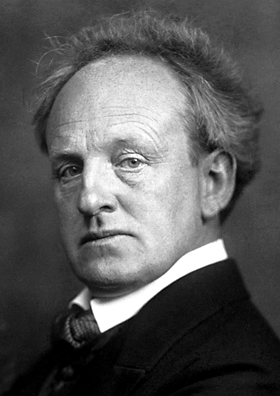
Gerhart Hauptmann

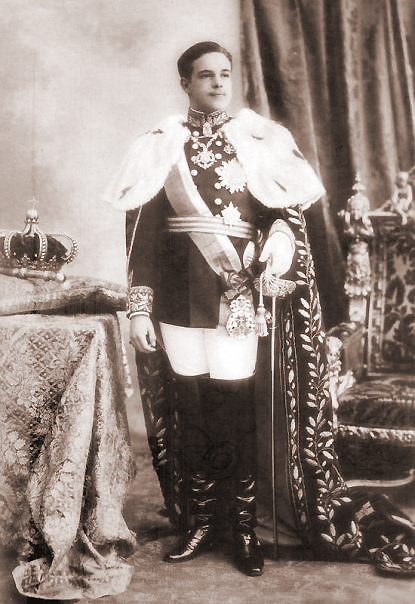
Manuel II de Portugal

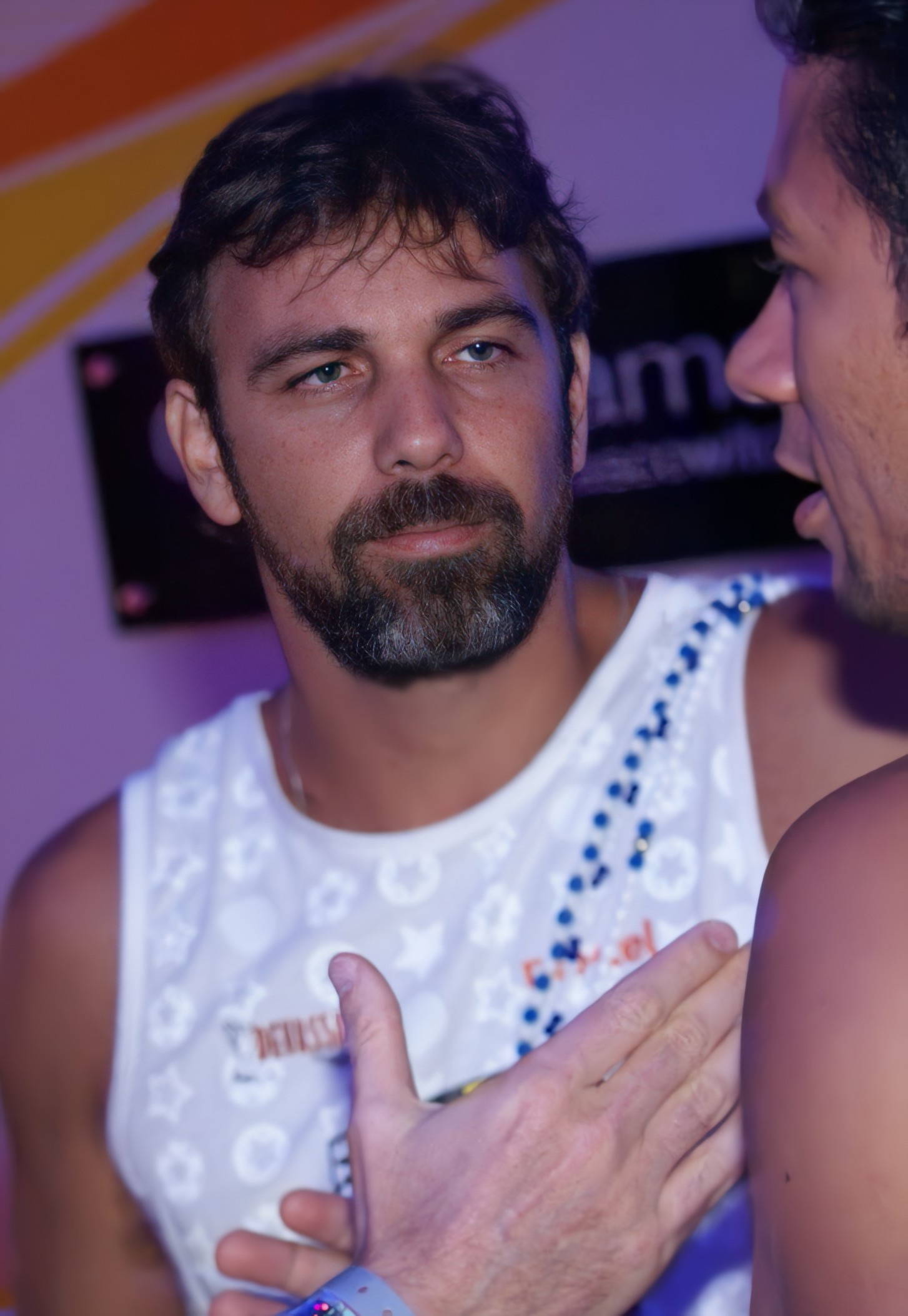
Marcelo Faria

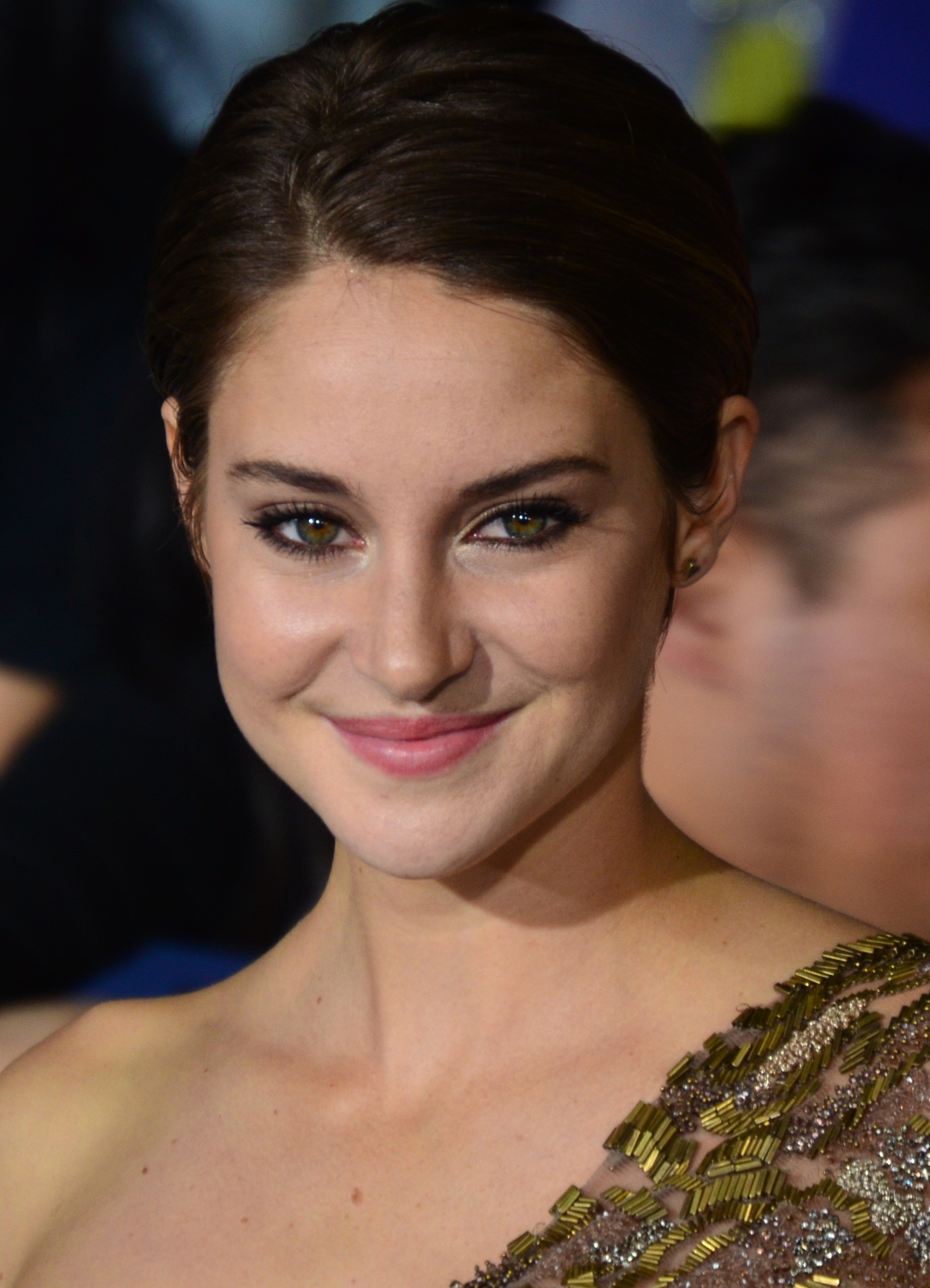
Shailene Woodley

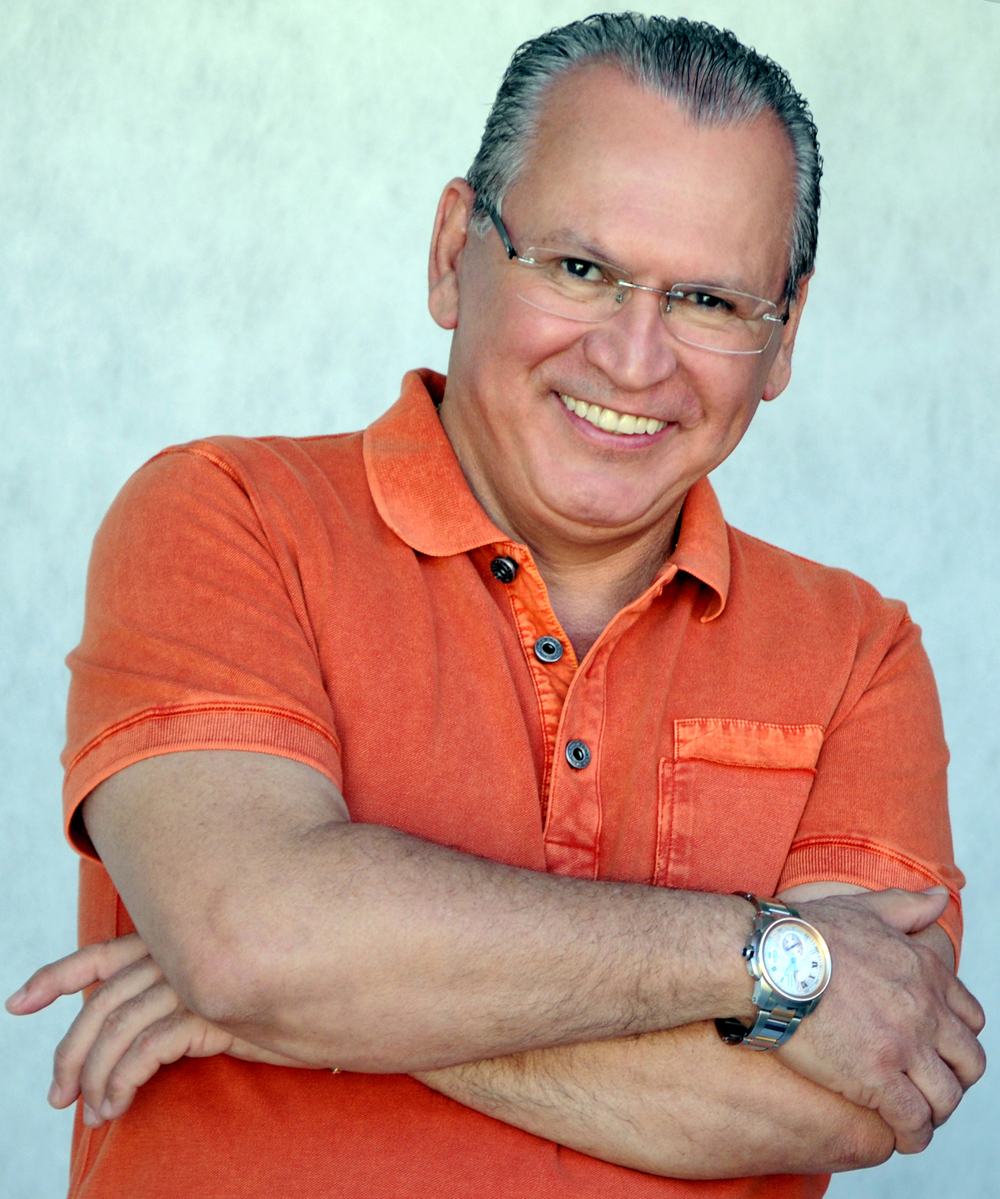
Sidney Oliveira

### Anterior ao século XIX
- 0459 — Bʼutz Aj Sak Chiik, rei maia (m. 501).
- 1316 — João I de França (m. 1316).
- 1397 — Papa Nicolau V (m. 1455).
- 1498 — Leonor da Áustria, Rainha de Portugal e de França (m. 1558).
- 1559 — Alberto VII da Áustria (m. 1621).
- 1607 — Madeleine de Scudéry, escritora francesa (m. 1701).
- 1679 — Filipina Henriqueta de Hohenlohe-Langemburgo, condessa de Nassau-Saarbrücken (m. 1751).
- 1692 — Eusebius Amort, teólogo alemão (m. 1775).
- 1708 — William Pitt, 1.º Conde de Chatham (m. 1788).
- 1741 — Johann Kaspar Lavater, filósofo suíço (m. 1801).
- 1738 — William Herschel, astrônomo britânico (m. 1822).
- 1784 — Jerónimo Bonaparte, rei da Westfália (m. 1860).
- 1787 — João Manuel Alexandrino de Vasconcelos, magistrado português (m. 1857).
- 1799 — Maria Ana da Saxónia (m. 1832).

### Século XIX
- 1807 — Peter Burnett, político estadunidense (m. 1895).
- 1831 — Ernst Hans Hallier, botânico e filósofo alemão (m. 1904).
- 1852 — Teufique Paxá (m. 1892).
- 1862 — Gerhart Hauptmann, escritor e dramaturgo alemão (m. 1946).
- 1867 — Emil Krebs, linguista alemão (m. 1930).
- 1871 — Erich von Tschermak-Seysenegg, agrônomo austríaco (m. 1962).
- 1874 — Schack August Steenberg Krogh, médico dinamarquês (m. 1949).
- 1877 — William Hope Hodgson, escritor britânico (m. 1918).
- 1885 — Herbert Rawlinson, ator britânico (m. 1953).
- 1886 — René Guénon, escritor francês (m. 1951).
- 1887
  - Marianne Moore, poetisa estadunidense (m. 1972).
  - Hitoshi Ashida, político japonês (m. 1959).
- 1889 — Manuel II de Portugal (m. 1932).
- 1891 — Erwin Rommel, militar alemão (m. 1944).
- 1892 — Enrique Peñaranda del Castillo, político boliviano (m. 1969).
- 1895 — Olga Nikolaevna da Rússia (m. 1918).
- 1900 — László Rédei, matemático húngaro (m. 1980).

### Século XX

#### 1901–1950
- 1902 — Markian Popov, militar russo (m. 1969).
- 1905 — Annunzio Paolo Mantovani, compositor e maestro italiano (m. 1980).
- 1906
  - Nikkyō Niwano, monge budista japonês (m. 1999).
  - Curtis LeMay, militar estadunidense (m. 1990).
- 1907
  - Claus von Stauffenberg, militar alemão (m. 1944).
  - Israel Horowitz, enxadrista norte-americano (m. 1973).
- 1908 — Carlo Abarth, empresário e motociclista austríaco (m. 1979).
- 1910
  - Josef Argauer, treinador de futebol austríaco (m. 2004).
  - Stanislaus Kobierski, futebolista e treinador de futebol alemão (m. 1997).
- 1911 — Otto Baum, militar alemão (m. 1998).
- 1914
  - Jorge Bolet, pianista e maestro cubano (m. 1990).
  - Alessandro Frigerio, futebolista suíço (m. 1979).
- 1915
  - Frederico George, arquiteto e pintor português (m. 1994).
  - David Stirling, militar britânico (m. 1990).
- 1916 — Bill Meléndez, cineasta, animador e dublador mexicano (m. 2008).
- 1918 — Adolfo Pedernera, futebolista e treinador de futebol argentino (m. 1995).
- 1920 — Wayne Thiebaud, pintor estadunidense (m. 2021).
- 1921
  - Ernesto Vidal, futebolista uruguaio (m. 1974).
  - Nodar Dzhordzhikiya, jogador de basquete georgiano (m. 2008).
- 1923 — Samuel Klein, empresário brasileiro (m. 2014).
- 1924 — Alexander Rich, biólogo e biofísico norte-americano (m. 2015).
- 1925
  - Borjalo, desenhista e cartunista brasileiro (m. 2004).
  - Miljan Zeković, futebolista montenegrino (m. 1993).
- 1929
  - Vanja Orico, cantora e atriz brasileira (m. 2015).
  - Ed Asner, ator, dublador e ativista estadunidense (m. 2021).
  - Louis Gantois, canoísta francês (m. 2011).
- 1931
  - Mwai Kibaki, político queniano (m. 2022).
  - John Kerr, ator e advogado norte-americano (m. 2013).
  - Pascal Lissouba, político congolês (m. 2020).
- 1932
  - Petula Clark, cantora, compositora e atriz britânica.
  - Jerry Unser, automobilista estadunidense (m. 1959).
- 1933 — Françoise Héritier, antropóloga e etnóloga francesa (m. 2017).
- 1937
  - Ilva Niño, atriz brasileira (m. 2024).
  - Little Willie John, cantor estadunidense (m. 1968).
- 1939
  - Yaphet Kotto, ator estadunidense (m. 2021).
  - Antonio Gómez del Moral, ciclista espanhol (m. 2021).
- 1940
  - Roberto Cavalli, estilista italiano (m. 2024).
  - Frans Melckenbeeck, ex-ciclista belga.
  - Boaventura de Sousa Santos, professor e sociólogo português.
- 1941 — Alberto Helena Júnior, jornalista brasileiro.
- 1942
  - Josaphat-Robert Large, escritor haitiano (m. 2017).
  - Daniel Barenboim, pianista e maestro argentino.
- 1944 — Joy Fleming, cantora alemã (m. 2017).
- 1945
  - Anni-Frid Lyngstad, cantora norueguesa.
  - Bob Gunton, ator estadunidense.
- 1946 — Rabia Kadir, ativista e empresária chinesa.
- 1947 — Bill Richardson, político norte-americano (m. 2023).
- 1949
  - Arlindo Gomes Furtado, religioso cabo-verdiano.
  - Kęstutis Šapka, ex-atleta de salto em altura lituano.
- 1950 — Helena da Romênia.

#### 1951–2000
- 1951
  - Beverly D'Angelo, atriz estadunidense.
  - José Vélez, cantor espanhol.
  - Lori Lieberman, cantora e compositora estadunidense.
- 1952 — Randy Savage, wrestler estadunidense (m. 2011).
- 1953
  - Ali Kaabi, ex-futebolista tunisiano.
  - Sidney Oliveira, empresário brasileiro.
- 1954
  - Aleksander Kwaśniewski, político polonês.
  - Stephen W. Burns, ator estadunidense (m. 1990).
  - Uli Stielike, ex-futebolista e treinador de futebol alemão.
  - Rejane Goulart, atriz brasileira (m. 2013).
  - Hans-Günter Bruns, ex-futebolista e treinador de futebol alemão.
- 1956
  - Zlatko Kranjčar, futebolista e treinador de futebol croata (m. 2021).
  - Celso Fonseca, músico brasileiro.
- 1958
  - Leilane Neubarth, jornalista e escritora brasileira.
  - Óscar "Flaco" Rojas, ex-futebolista chileno.
  - Miguel Guilherme, ator português.
- 1959
  - Tomas Riad, linguista sueco.
  - Timothy Creamer, astronauta norte-americano.
- 1961 — Daniele Zoratto, ex-futebolista e treinador de futebol ítalo-luxemburguês.
- 1962
  - Kim Vilfort, ex-futebolista dinamarquês.
  - Michael Degiorgio, ex-futebolista e treinador de futebol maltês.
- 1963 — Pipoka, ex-basquetebolista brasileiro.
- 1964 — Anthony Ian Berkeley, rapper e produtor musical trinitário (m. 2001).
- 1965 — Robert Pecl, ex-futebolista austríaco.
- 1966
  - Rachel True, atriz estadunidense.
  - Albert Pahimi Padacké, político chadiano.
  - Liane Moriarty, escritora australiana.
- 1967
  - Gustavo Poyet, ex-futebolista e treinador de futebol uruguaio.
  - François Ozon, roteirista e diretor de cinema francês.
  - Dias Toffoli, jurista brasileiro.
- 1968
  - Ol' Dirty Bastard, rapper estadunidense (m. 2004).
  - Jennifer Charles, cantora estadunidense.
  - Uwe Rösler, ex-futebolista e treinador de futebol alemão.
- 1969 — Helen Kelesi, ex-tenista canadense.
- 1970
  - Franck Rabarivony, ex-futebolista malgaxe.
  - Patrick Mboma, ex-futebolista camaronês.
  - Ahmed Ibrahim Ali, ex-futebolista emiratense.
  - Pedro Caixinha, ex-futebolista e treinador de futebol português.
- 1971
  - Marcelo Faria, ator brasileiro.
  - Jay Harrington, ator estadunidense.
- 1972
  - Jonny Lee Miller, ator britânico.
  - Nico Puig, ator brasileiro.
- 1973
  - Fernanda Serrano, modelo e atriz portuguesa.
  - Abdullah Zubromawi, ex-futebolista saudita.
  - Sydney Tamiia Poitier, atriz estadunidense.
  - Albert Portas, ex-tenista espanhol.
  - Roberto Aguirre-Sacasa, roteirista, dramaturgo e desenhista nicaraguense.
- 1974
  - Sérgio Conceição, ex-futebolista e treinador de futebol português.
  - Valdemir Pereira, pugilista brasileiro.
  - Chad Kroeger, guitarrista canadense.
  - Riccardo Zampagna, ex-futebolista italiano.
  - Attila Dragóner, ex-futebolista húngaro.
- 1975 — Boris Živković, ex-futebolista croata.
- 1976
  - Virginie Ledoyen, atriz francesa.
  - Mario Galinović, ex-futebolista croata.
  - Volodymyr Yezers'kyi, ex-futebolista ucraniano.
  - Caio Junqueira, ator brasileiro (m. 2019).
- 1977
  - Gaby Espino, atriz venezuelana.
  - Sean Murray, ator estadunidense.
  - Peter Phillips, empresário e membro da família real britânica.
  - Guilherme Bellintani, empresário e político brasileiro
- 1979 — Fahad Al-Subaie, ex-futebolista saudita.
- 1981 — Lorena Ochoa, golfista mexicana.
- 1982
  - Kalu Uche, futebolista nigeriano.
  - Yaya DaCosta, atriz e modelo estadunidense.
- 1983
  - Fernando Verdasco, tenista espanhol.
  - Johnny Heitinga, ex-futebolista e treinador de futebol neerlandês.
  - Rui Miguel, ex-futebolista português.
  - Sophia Di Martino, atriz britânica.
- 1984 — Charly Moussono, futebolista gabonês.
- 1985
  - Jeffree Star, cantor, compositor e estilista estadunidense.
  - Lily Aldridge, modelo estadunidense.
  - Guilherme Afonso, ex-futebolista angolano.
- 1986
  - Sania Mirza, ex-tenista indiana.
  - Winston Duke, ator trinitário.
  - Éder, ex-futebolista ítalo-brasileiro.
- 1987
  - Marco Pappa, ex-futebolista guatemalteco.
  - Bruno Gama, futebolista português.
- 1988
  - B.o.B, rapper e produtor musical estadunidense.
  - Zena Grey, atriz estadunidense.
- 1989 — Zhang Fengliu, lutadora chinesa.
- 1990
  - Atusaye Nyondo, futebolista malauiano.
  - Lonneke Slöetjes, jogadora de vôlei neerlandesa.
- 1991
  - Shailene Woodley, atriz estadunidense.
  - Nicolas Isimat-Mirin, futebolista francês.
- 1992
  - Marine Petit, ginasta francesa.
  - Jody Lukoki, futebolista neerlando-congolês (m. 2022).
  - Daniela Seguel, tenista chilena.
  - Bobby Wood, futebolista estadunidense.
- 1993
  - Melitina Staniouta, ginasta bielorrussa.
  - Paulo Dybala, futebolista argentino.
- 1994
  - Tegan Nox, lutadora profissional britânica.
  - Ekaterina Alexandrova, tenista russa.
  - Dimitri Sousa, jogador de basquete brasileiro.
- 1995 — Blake Pieroni, nadador norte-americano.
- 1996
  - João Pedro, futebolista brasileiro.
  - Vanessa Nakate, ativista ugandesa.
  - Selim Amallah, futebolista marroquino.
  - Demi Vollering, ciclista neerlandesa.
  - Kim Min-jae, futebolista sul-coreano.
- 1997
  - Aaron Leya Iseka, futebolista belga.
  - Paula Badosa, tenista espanhola.
- 2000
  - Hyunjin, cantora sul-coreana.
  - Johnathan Hoggard, automobilista britânico.

### Século XXI
- 2001 — Jeremy Alcoba, motociclista francês.
- 2005 — Roony Bardghji, futebolista sueco.

## Mortes

### Anterior ao século XIX
- 0565 — Malo, santo bretão (n. 520).
- 0655 — Penda de Mércia (n. 606).
- 1037 — Eudo II de Blois, conde de Blois (n. 983).
- 1011 — Elvira de Toro, infanta de Castela e Leão (n. 1039).
- 1136 — Leopoldo III da Áustria, marquês da Áustria (n. 1073).
- 1184 — Beatriz I da Borgonha (n. 1145).
- 1194 — Margarida I da Flandres, condessa de Flandres (n. 1145).
- 1280 — Alberto Magno, bispo de Regensburg (n. 1193).
- 1347 — Jaime I, Conde de Urgel (n. 1320).
- 1379 — Otão V da Baviera, duque da Baviera (n. 1346).
- 1410 — Joana Sofia da Baviera, duquesa da Áustria
- 1527 — Catarina de Iorque, princesa da Inglaterra (n. 1479).
- 1628 — Adauto, líder indígena brasileiro (n. ?).
- 1630 — Johannes Kepler, matemático e astrônomo alemão (n. 1571).
- 1787 — Christoph Willibald Gluck, compositor alemão (n. 1714).

### Século XIX
- 1828 — Amália de Zweibrücken-Birkenfeld, rainha da Saxônia (n. 1752).
- 1853 — Maria II de Portugal (n. 1819).

### Século XX
- 1917 — Émile Durkheim, sociólogo francês (n. 1858).
- 1919 — Alfred Werner, químico francês (n. 1866).
- 1921 — James H. Johnson, patinador artístico britânico (n. 1874).
- 1953 — Jorge de Lima, poeta, artista plástico e romancista brasileiro (n. 1893).
- 1954 — Lionel Barrymore, ator norte-americano (n. 1878).
- 1959 — Charles Thomson Rees Wilson, físico britânico (n. 1869).
- 1964 — Montgomery Wilson, patinador artístico canadense (n. 1909).
- 1985 — Carlos Spadaro, futebolista argentino (n. 1902).
- 1991
  - Robert McCall, patinador artístico canadense (n. 1958).
  - Sylvio Hoffman Mazzi, futebolista brasileiro (n. 1908).
- 1997 — Saul Chaplin, compositor norte-americano (n. 1912).
- 1999
  - Denise Cerqueira, cantora brasileira (n. 1960).
  - Lucien Jasseron, futebolista e treinador de futebol francês (n. 1913).
  - Norio Taniguchi, cientista e professor japonês (n. 1912).
- 2000 — Rinaldo Martino, futebolista argentino (n. 1921).

### Século XXI
- 2009
  - Antonio de Nigris, futebolista mexicano (n. 1978).
  - Jocelyn Quivrin, roteirista e ator francês (n. 1979).
  - Pierre Harmel, político belga (n. 1911).
- 2012
  - Alcione Araújo, dramaturgo e diretor de cinema brasileiro (n. 1945).
  - Théophile Abega, futebolista camaronês (n. 1954).
- 2013
  - Karla Álvarez, atriz mexicana (n. 1972).
  - Glafkos Klerides, político cipriota (n. 1919).
- 2014 — Leslie Feinberg, ativista estadunidense (n. 1949).
- 2016 — Sixto Durán Ballén, político equatoriano (n. 1921).
- 2017 — Lil Peep, rapper norte-americano (n. 1996).
- 2020 — Witold Sadowy, ator, colunista e publicitário polonês (n. 1920).

## Feriados e eventos cíclicos

### Brasil
- Proclamação da República do Brasil — Feriado nacional
- Dia de Nossa Senhora do Rocio — Padroeira do Paraná
- Dia do Joalheiro
- Aniversário do Clube de Regatas do Flamengo

#### Portugal
- Dia Nacional da Língua Gestual Portuguesa, Portugal

### Cristianismo
- Abibo de Edessa
- Alberto Magno
- Francis Asbury
- George Whitefield
- Germano do Alasca
- Jean-Claude Colin
- Leopoldo III da Áustria
- Malo de Llancarfan
- Nossa Senhora do Rocio

## Outros calendários
- No calendário romano era o 17.º dia antes das calendas de dezembro.
- No calendário litúrgico tem a letra dominical D para o dia da semana.
- No calendário gregoriano a epacta do dia é vii.